# Donald in Maui Mallard
Donald in Maui Mallard, i Nordamerika känt som Maui Mallard in Cold Shadow, är ett plattformsspel utvecklat och utgivet av Disney Interactive. Spelet släpptes i Brasilien 1995 och i Europa den 8 december samma år till Sega Mega Drive. Spelet porterades även av Eurocom Entertainment Software till SNES och släpptes i Nordamerika i november 1996, i Europa den 28 november 1996, och i Japan den 20 december 1996. En portering till Microsoft Windows släpptes den 30 september 1996, och i augusti 1998 släpptes spelet till Game Boy.
Spelet utvecklades av Disney Interactive till Sega Mega Drive och Microsoft Windows, av Eurocom Entertainment Software till SNES, och av Bonsai Entertainment Corp till Game Boy. Sega Mega Drive-versionen släpptes bara i Brasilien och Europa, och inte i Nordamerika där Nintendo säkrade ensamrätt på spelet. Sega Mega Drive-versionen hittade senare ändå till Nordamerika, via Sega Channel. Spelet är ett av de tidigare som utgavs under märket Disney Interactive Studios.

## Handling
Kalle Anka har blivit detektiv, och går under namnet "Maui Mallard". När han klär ut sig i till ninja går han under pseudonymen "Cold Shadow". Spelet utspelar sig på en ö, där han skall rädda anden Shabuhm Shabuhm. I de nordamerikanska versionerna undanröjdes alla referenser till Kalle Anka, och huvudfiguren är i stället en figur vid namn Maui Mallard.

### Nivåer
Spelet erbjuder sammanlagt åtta olika nivåer att ta sig igenom för att klara spelet. Varje nivå har en egen nivåboss. På den åttonde nivån strider spelaren mot slutbossen, Häxdoktorn. Det finns dessutom en extra bonusnivå som är spelbar om spelaren lyckas samla på sig en "Babaluau-biljett".
De olika nivåerna är:
| Nivå  | Namn (engelska)        | Namn (svenska)        | Beskrivning | Nivåboss                         |
| ----- | ---------------------- | --------------------- | --- | -------------------------------- |
| 1     | Mojo Mansion           | Mojo-slottet          | Du spelar som Maui och får bekanta dig med fiender som bär spökmasker och spottar grönt slem. | Metallspindel                    |
| 2     | Ninja training grounds | Ninjornas övningsfält | Första nivån där spelaren kan spela som ninja och träna sina färdigheter. | Ett gäng klonade ninjor          |
| 3     | Muddrake Mayhem        | Geggianernas by       | Befolkad av små, ettriga, elaka och starka fjäderprydda varelser som försvarar sin by med hjälp av blåsrör och cirkelsågar som används som jojo. Spelaren kan spela både som Maui och som ninja. | En häxdoktor och flera geggianer |
| 4     | The Sacrifice of Maui  | Ankoffer              | Spelaren befinner sig i en vulkan och är omringad av lava. | Ett monster av lava              |
| 5     | Test of Duckhood       | Häng kvar             | I denna nivå ska spelaren svinga sig från träd till träd, omgiven av geggianer. | En stor groda                    |
| 6     | The Flying Duckman     | Spökskeppet           | En undervattensbana där det förekommer pirayor. | Pirathövdingen                   |
| 7     | Realm of the Dead      | Dödsriket             | Nivån präglas av zombieliknande ankor. | Spelaren ska förflytta sig uppåt |
| 8     | Mojo Stronghold        | Mojo-fästet           | Spelets sista nivå där Häxdoktorn väntar. Om spelaren lyckas får han bekanta sig med häxmästarinnan Herneae                                                                                      | Häxdoktorn                       |
| Bonus | Babaluau Baby          | Babaluau              | Du åker enhjuling samtidigt som fiender från spelet försöker skada dig. |                                  |

### Fotnoter
1. ↑   Donald in Maui Mallard Release Information for Genesis, Gamefaqs, arkiverad från ursprungsadressen  den 4 maj 2012, https://web.archive.org/web/20120504192358/http://www.gamefaqs.com/genesis/586143-donald-in-maui-mallard/data, läst 3 september 2013